# 第274步兵師 (德國國防軍)
德國國防軍陸軍第274步兵師（德語：274. Infanterie-Division）是納粹德國國防軍陸軍的一個步兵師。該師於1943年5月組建。
該師組建後，一直在挪威斯塔万格駐紮防守。
該師最後於1945年5月在挪威向英軍投降。

## 註腳
1. ↑  Mitcham（2007年）